# Eaca Video Genie 1
Eaca Video Genie 1 (Video Genie 1 / EG-3003) је кућни рачунар фирме Eaca који је почео да се производи у Хонгконгу током 1980. године.
Користио је Zilog Z80A микропроцесорску јединицу а RAM меморија рачунара је имала капацитет од 16 KB (до 48 KB). 
Као оперативни систем кориштен је TRS-DOS, NEWDOS 80 (са диск јединицама).

## Детаљни подаци
Детаљнији подаци о рачунару Video Genie 1 су дати у табели испод.
|                       |                                                        |
| [ 2 ]                 |                                                        |
| Произвођач            |                                                        |
| Тип                   | кућни рачунар                                          |
| Меморија              | 16 (до 48 KB)                                          |
| Поријекло             | Хонгконг                                               |
| Година                | 1980                                                   |
| Тастатура             | Тастатура са пуним помаком тастера, 54 тастера, QWERTY |
| Процесор              |                                                        |
| Фреквенција процесора | 1,77                                                   |
| RAM                   | 16 (до 48 KB)                                          |
| ROM                   | 12 (Microsoft Basic Level II)                          |
| Текст                 | 16 x 32 / 16 x 64                                      |
| Графика               | 128 x 48                                               |
| Боја                  | једна боја                                             |
| Звук                  | Нема                                                   |
| Димензије             | 410 (ширина) / 470 (дубина) / 270 (висина) / 13        |
| Портови               |                                                        |
| Оперативни систем     | (са диск јединицама)                                   |